# Halowe Mistrzostwa Europy w Lekkoatletyce 1985 – skok o tyczce mężczyzn
Skok o tyczce mężczyzn – jedna z konkurencji technicznych rozgrywanych podczas halowych lekkoatletycznych mistrzostw Europy w hali Stadion Pokoju i Przyjaźni w Pireusie. Rozegrano od razu finał 3 marca 1985. Zwyciężył reprezentant Związku Radzieckiego Serhij Bubka. Tytułu zdobytego na poprzednich mistrzostwach nie obronił Thierry Vigneron z Francji, który tym razem nie zaliczył żadnej wysokości.

## Rezultaty

### Finał
Wystąpiło 18 skoczków.

Opracowano na podstawie materiału źródłowego.
| Miejsce | Zawodnik          | Wynik |
| ------- | ----------------- | ----- |
| 1       | Serhij Bubka      | 5,70  |
| 2       | Aleksandr Krupski | 5,70  |
| 3       | Atanas Tyrew      | 5,60  |
| 4       | Wasyl Bubka       | 5,60  |
| 5       | Ryszard Kolasa    | 5,50  |
| 6       | Alberto Ruiz      | 5,50  |
| 7       | Serge Ferreira    | 5,40  |
| 7       | Miro Zalar        | 5,40  |
| 9       | Hermann Fehringer | 5,40  |
| 10      | Marian Kolasa     | 5,40  |
| 10      | Gerhard Schmidt   | 5,40  |
| 12      | Philippe Houvion  | 5,30  |
| 12      | František Jansa   | 5,30  |
| 14      | Gerald Kager      | 5,30  |
| 15      | Mariusz Klimczyk  | 5,30  |
| 16      | Manfred Reichert  | 5,15  |
| –       | Rumen Stojanow    | NM    |
| –       | Thierry Vigneron  | NM    |